# أليس في بوردرلاند (مسلسل)
أوراق الموت أو أليس في بوردرلاند (بالإنجليزية: Alice in Borderland) هو مسلسل خيال علمي إثارة ياباني مبني على مانغا تحمل نفس الاسم، المسلسل من بطولة كينتو يامازاكي وتاو توشيا.
تم تجديده لموسم ثاني.
تم عرض الموسم الأول على نتفليكس في 10 ديسمبر 2020، وتلقى تعليقات إيجابية من النقاد، الذين أشادوا بتسلسل الحركة والتوجيه والتمثيل. قارنوا العرض بالعديد من الأعمال المعتمدة علي نوع البقاء، بما في ذلك أفلام المعركة الملكية (2000) ومكعب (1997). أدى الأداء القوي للموسم الأول ونسبة المشاهدة المرتفعة في العديد من البلدان إلى تجديد نتفليكس للمسلسل بعد أسبوعين من عرضه الأول؛ تم إصدار الموسم الثاني في 22 ديسمبر 2022.

## الممثلين والشخصيات
- كينتو يامازاكي في دور ريوهي أريسو.
- تاو توشيا في دور يوزو يوساغي.
- نيجيرو موراكامي في دور شونتارو تشيشيا.
- أياكا ميوشي في دور آن ريزونا.
- دوري ساكورادا في دور سوغور نيراغي.

## روابط خارجية
- أليس في بوردرلاند على موقع IMDb (الإنجليزية)
- أليس في بوردرلاند على موقع ميتاكريتيك (الإنجليزية)
- أليس في بوردرلاند على موقع روتن توميتوز (الإنجليزية)
- أليس في بوردرلاند على موقع نتفليكس (الإنجليزية)
- أليس في بوردرلاند على موقع فيلمافينيتي (الإسبانية)
- أليس في بوردرلاند على موقع كينوبويسك (الروسية)
- أليس في بوردرلاند على موقع ألو سيني (الفرنسية)
- أليس في بوردرلاند على موقع قاعدة بيانات الفيلم (الإنجليزية)